# جامعة الغابات الوطنية
جامعة الغابات الوطنية مؤسسة تعليم عالي أوكرانية، (بالأوكرانية: Націона́льний лісотехні́чний університе́т Украї́ни) هي جامعة تقع في لفيف أوبلاست، أوكرانيا. تأسست هذه الجامعة في سنة 1874